# Чижув-Плебанський
Чижув-Плебанський (пол. Czyżów Plebański) — село в Польщі, у гміні Завихост Сандомирського повіту Свентокшиського воєводства.
Населення — 263 особи (2011).
У 1975-1998 роках село належало до Тарнобжезького воєводства.

## Демографія
Демографічна структура на день 31 березня 2011 року:
|          | Загалом | Допрацездатний вік | Працездатний вік | Постпрацездатний вік |
| -------- | ------- | ------------------ | ---------------- | -------------------- |
| Чоловіки | 127     | 22                 | 83               | 22                   |
| Жінки    | 136     | 17                 | 73               | 46                   |
| Разом    | 263     | 39                 | 156              | 68                   |